# Geranium polyanthes
Geranium polyanthes är en näveväxtart som beskrevs av Michael Pakenham Edgeworth och Hook. f. in Hook. f.. Geranium polyanthes ingår i släktet nävor, och familjen näveväxter. Inga underarter finns listade i Catalogue of Life.